# 藤原通基 (大蔵卿)
藤原 通基（ふじわら の みちもと）は、平安時代後期の貴族。能登守・藤原基頼の次男。官位は正四位下・大蔵卿。持明院 通基とも呼ばれる。

## 経歴
白河院政期末から鳥羽院政期前半にかけて、武蔵守・因幡守・丹波守と受領を歴任したほか、左京権大夫を務める。鳥羽院政期後半の康治2年（1143年）頃には大蔵卿に任ぜられている。久安4年（1148年）10月10日卒去。享年59。
天治年間（1124年-1126年）において、父の基頼が創建した持仏堂である持明院を改築・拡張して、安楽光院と改名。鳥羽上皇を招いて盛大な供養を行った。これ以降「持明院」の名称はその邸宅の名として残り、またその家の家号ともなった。三男の基家がこれを継承し、その子孫は羽林家の持明院家として発展した。

## 官歴
- 大治2年（1127年） 正月3日：見武蔵守[1]。12月7日：因幡守[1]
- 大治5年（1130年） 正月6日：正五位下[1]
- 長承3年（1134年） 8月13日：見丹波守[2]
- 保延元年（1135年） 5月：見左京権大夫兼丹波守[3]
- 康治2年（1143年） 7月11日：見大蔵卿[4]
- 久安4年（1148年） 10月10日：卒去[5]

## 系譜
『尊卑分脈』による。
- 父：藤原基頼
- 母：藤原国仲の娘[6]
- 妻：上西門院一条（源師隆の娘） - 待賢門院官女、上西門院乳母
  - 長男：藤原通親
  - 次男：藤原通重（?-1149） - 子孫は一条家
  - 三男：持明院基家（1132-1214） - 子孫は持明院家
- 生母不明
  - 男子：良基
  - 男子：長基
  - 女子：藤原公通室
  - 女子：藤原実綱室
  - 女子：藤原休子（藤原信隆室） - 藤原殖子（七条院）の母